# Donck (Maldeghem)
Pour l’article homonyme, voir Donck.
Donck (en néerlandais : Donk) est un village de la province belge de Flandre orientale. Il est situé dans la commune de Maldeghem, près de la frontière avec la Flandre occidentale. L'endroit est situé sur la voie romaine, qui reliait Bruges à Anvers. Aujourd'hui, Donck est situé dans une zone rurale calme à la frontière des polders flamands et de la partie sablonneuse supérieure de la Flandre.

## Histoire
Donck était à l'origine une colonie franque.
La ferme 'Brezende' provient probablement d'une ancienne cour franque ou alleu. À l'origine il y aurait eu trois fermes dont une a finalement survécu et dont la maison date de 1739. Des vestiges de murailles et d'un puits, ainsi que des vestiges de remparts et de douves, témoignent encore de l'ancienne situation.
D'un point de vue ecclésiastique, Donck est associé à l'abbaye de Zoetendale ou "Dulcis Vallis". Cette dernière a été fondée en 1215 par Beatrix de Pola et son fils Jan van Meesen. L'abbaye était située là où les anciens métiers de Heille, Moerkerke et Maldeghem se rejoignaient. La vie spirituelle a prospéré, mais après son apogée en 1340, elle a décliné. En 1578, l'abbaye est détruite par les Gueux.
En 1775, les propriétés de l'Abbaye sont passées en des mains privées, et au XIXe siècle quatre fermes ont été construites sur le site, qui s'appellent encore 'Zoetendale' ou 'Vier Hofstees'.
Depuis la destruction de l'abbaye, des églises ont été construites à Maldeghem, mais vers la seconde moitié du 19e siècle, le désir est né de fonder une paroisse à part entière à Donck, après que Kleit soit également devenue une paroisse indépendante. En 1877, la construction d'une église privée a commencé. L'église néo-gothique Saint-Joseph est consacrée en 1883.
Donck possédait une gare, qui a été fermée en 1959. De nos jours, une ligne de musée à voie étroite relie le Centre de la vapeur de Maldeghem à celui-ci.

## Curiosités
- L'église Saint Joseph de 1883[1] et l'architecte est Gustave Hoste[2],[3]. Elle possède un buffet d'orgue de 1720, mais l'orgue est encore plus ancien puisqu'il date d'environ 1700. Autour de celle-ci se trouvent des chapelles en l'honneur de Saint Antoine l'Abbé et il y a une grotte de Marie avec des statues représentant les Sept Douleurs de Marie.
- À Donck se trouve le musée agricole privé 'Smoufelbeekhoeve' dans lequel un atelier de chariots, un atelier de forgeron, des outils agricoles désaffectés et de vieux tracteurs sont exposés.

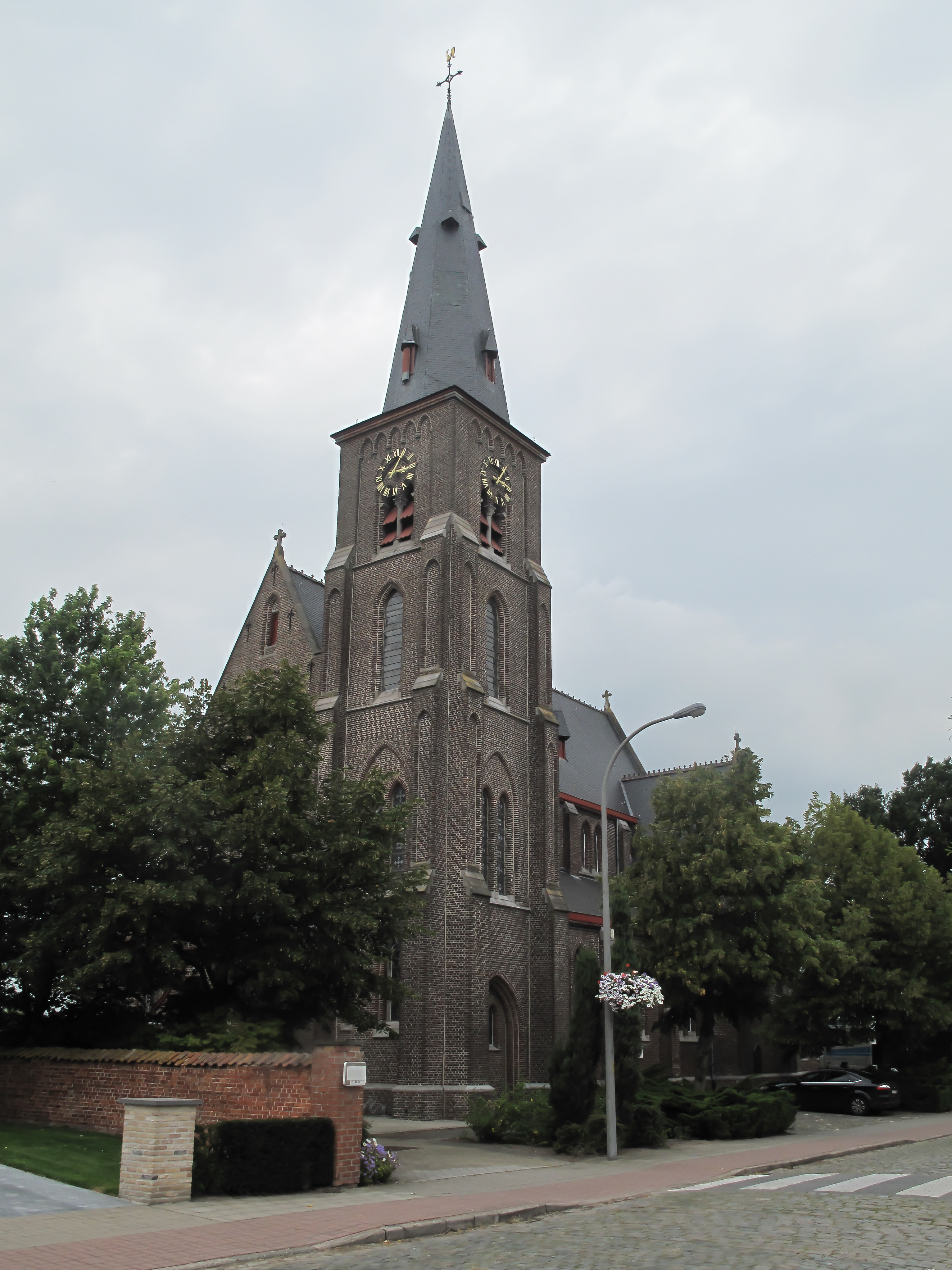
Donk, l'église
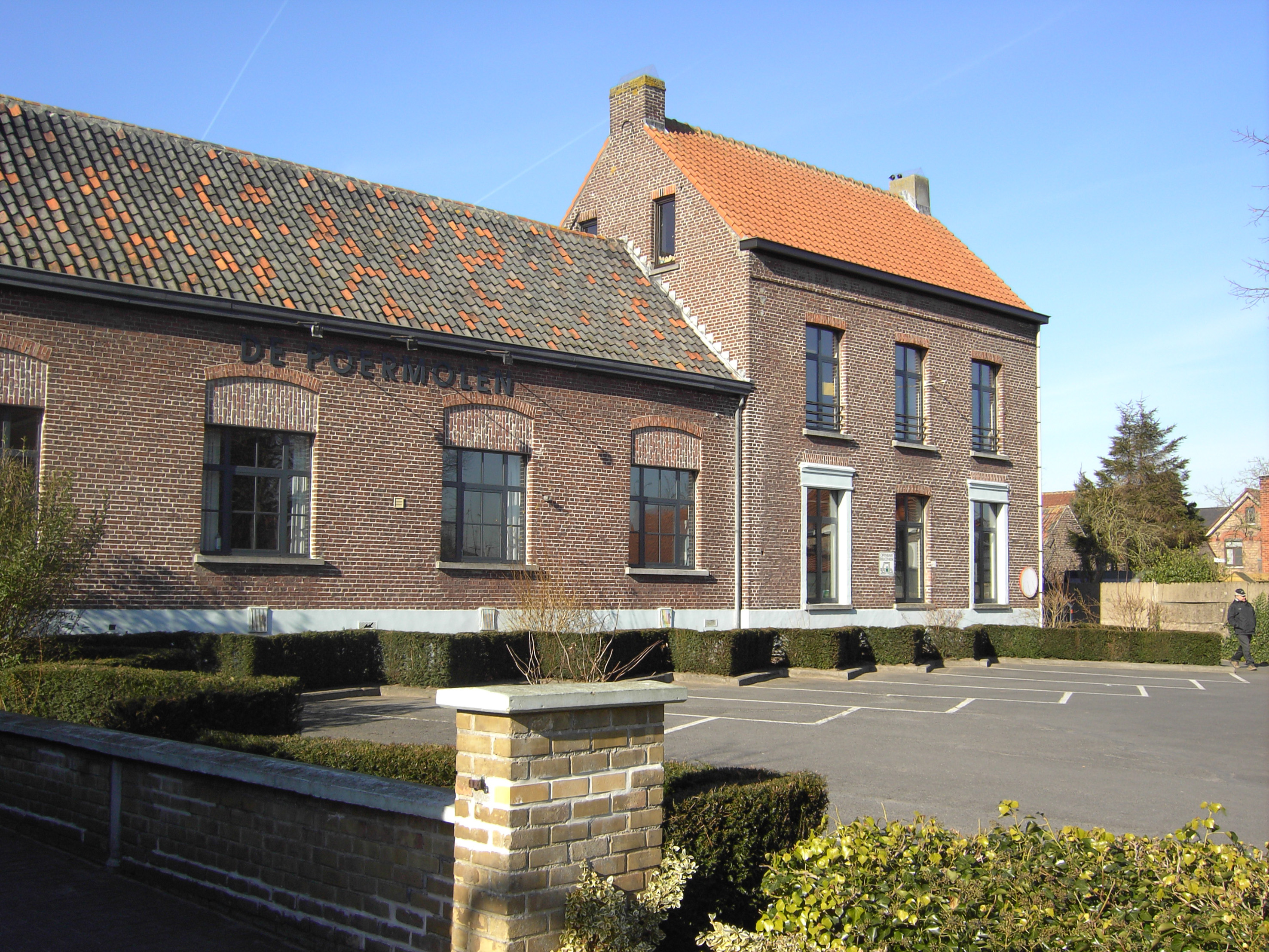
Donck, la salle municipale polyvalente

## Nature et paysage
Donck est situé dans la Flandre sablonneuse à une altitude d'environ 7 mètres. Au nord de Donck se trouvent les deux canaux parallèles Canal Léopold et Canal de Schipdonck. Donck s'est développé le long de la voie romaine d'Anvers, qui traverse le noyau d'est en ouest.

## Villages proches
Maldeghem, Sijsele, Moerkerke, Sainte-Rita, Middelbourg